# Caecidotea pricei
Caecidotea pricei är en kräftdjursart som beskrevs av Levi 1949. Caecidotea pricei ingår i släktet Caecidotea och familjen sötvattensgråsuggor. Inga underarter finns listade i Catalogue of Life.